# 9379 Dijon
9379 Dijon è un asteroide della fascia principale. Scoperto nel 1993, presenta un'orbita caratterizzata da un semiasse maggiore pari a 2,8437369 UA e da un'eccentricità di 0,0827852, inclinata di 0,91934° rispetto all'eclittica.